# ديك فليتشير
ديك فليتشير (بالإنجليزية: Dick Fletcher)‏ هو مذيع طقس أمريكي، ولد في 18 سبتمبر 1942 في أوماها في الولايات المتحدة، وتوفي في 26 فبراير 2008 في سانت بيترسبرغ في الولايات المتحدة بسبب سكتة.